# Achelousaurus

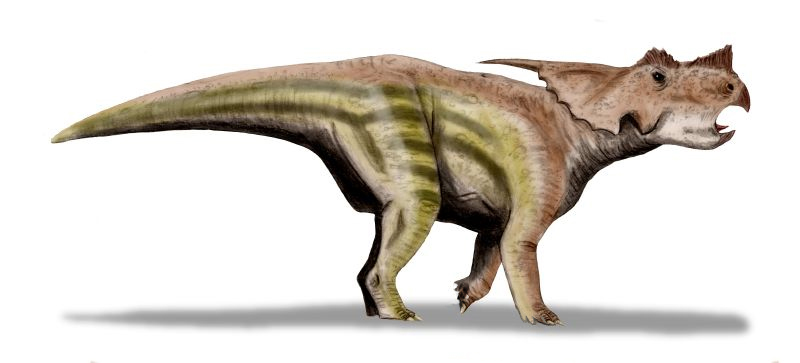
Lebendrekonstruktion

Achelousaurus ist eine Gattung von Vogelbeckensauriern aus der Gruppe der Ceratopsidae innerhalb der Ceratopsia.

## Merkmale
Mit geschätzten 6 Metern Länge war Achelousaurus ein mittelgroßer Vertreter der Ceratopsidae. Sein Körperbau glich dem der übrigen Dinosaurier dieser Gruppe. Es waren stämmig gebaute Tiere mit kräftigen Gliedmaßen, wobei die Hinterbeine deutlich länger als die Vorderbeine waren.
Der Kopf war groß und wuchtig. Die Schnauze war zugespitzt und war wie bei allen Ceratopsia aus dem Rostralknochen (vor dem Oberkiefer) und dem Praedentale (vor dem Unterkiefer) gebildet. Die Bezahnung bestand wie bei allen Ceratopsidae aus Zahnbatterien, das sind reihenförmig angeordnete Zähne, die bei Abnutzung durch den nachfolgenden Zahn ersetzt wurden. Wie alle Ceratopsia war er Pflanzenfresser.
Auf dem Nasenbein befand sich im Gegensatz zu den meisten verwandten Centrosaurinae kein Horn, sondern ein verdickter, knöcherner Höcker. Auch über jedem Auge befand sich ein relativ hoher Knochenkamm. Diese Strukturen wurden vermutlich bei der Auseinandersetzung mit Artgenossen, möglicherweise um Reviere oder Paarungsvorrechte, eingesetzt.
Der Nackenschild war wie bei allen Ceratopsidae aus dem Scheitel- und dem Schuppenbein gebildet. Er war dünn und besaß paarige Fenster. Am hinteren Rand des Schildes befanden sich zwei große Stacheln.

## Entdeckung und Benennung
Von Achelousaurus sind drei teilweise erhaltene Schädel und ein teilweise erhaltenes Körperskelett bekannt. Die fossilen Überreste wurden in der Two-Medicine-Formation im US-Bundesstaat Montana entdeckt und 1995 erstbeschrieben. Der Gattungsname leitet sich vom griechischen Flussgott Achelous ab, dem in der Sage von Herakles ein Horn abgebrochen wurde – eine Anspielung auf die bei diesem Dinosaurier im Gegensatz zu verwandten Arten fehlenden Hörner. Typusart und einzig bekannte Art ist A. horneri. Die Funde werden in die Oberkreide (spätes Campanium) auf ein Alter von etwa 76 bis 72 Millionen Jahre datiert.

## Systematik
Achelousaurus wird innerhalb der Ceratopsidae in die Centrosaurinae eingegliedert. Sein nächster Verwandter dürfte der ebenfalls durch das fehlende Nasenhorn charakterisierte Pachyrhinosaurus gewesen sein. Gemeinsam bildeten sie den Tribus Pachyrhinosaurini. Kladogramm nach Naish:
|  | Styracosaurus |
|  |               |
|  | Centrosaurus  |
|  |               |

|                   | Einiosaurus                                                        |
|                   |                                                                    |
| Pachyrhinosaurini | \| \| Achelousaurus \| \| \| \| \| \| Pachyrhinosaurus \| \| \| \| |
|                   | \| \| Achelousaurus \| \| \| \| \| \| Pachyrhinosaurus \| \| \| \| |
|                   | Achelousaurus                                                      |
|                   |                                                                    |
|                   | Pachyrhinosaurus                                                   |
|                   |                                                                    |

|  | Achelousaurus    |
|  |                  |
|  | Pachyrhinosaurus |
|  |                  |

|  | Styracosaurus |
|  |               |
|  | Centrosaurus  |
|  |               |

|                   | Einiosaurus                                                        |
|                   |                                                                    |
| Pachyrhinosaurini | \| \| Achelousaurus \| \| \| \| \| \| Pachyrhinosaurus \| \| \| \| |
|                   | \| \| Achelousaurus \| \| \| \| \| \| Pachyrhinosaurus \| \| \| \| |
|                   | Achelousaurus                                                      |
|                   |                                                                    |
|                   | Pachyrhinosaurus                                                   |
|                   |                                                                    |

|  | Achelousaurus    |
|  |                  |
|  | Pachyrhinosaurus |
|  |                  |

2015 wurde der Stammbaum der Centrosaurinae von Evans & Ryan (2015) anlässlich der Erstbeschreibung des in Kanada gefundenen Wendiceratops überarbeitet. Demnach wurden die Pachyrhinosaurini bestätigt und Achelousaurus stellt die Schwestergattung von Pachyrhinosaurus dar, die gemeinsame Schwestergattung ist Einiosaurus. Auch bei einer phylogenetischen Analyse 2012 wurde er an diese Position gesetzt.